# Arbanitis michaeli
Espèce
Synonymes
- Misgolas michaeli Wishart, 2006

Arbanitis michaeli est une espèce d'araignées mygalomorphes de la famille des Idiopidae.

## Distribution
Cette espèce est endémique de Nouvelle-Galles du Sud en Australie. Elle se rencontre vers Douglas Park.

## Description
La carapace du mâle holotype mesure 9,51 mm de long sur 7,55 mm et l'abdomen 9,12 mm de long sur 5,88 mm.

## Étymologie
Cette espèce est nommée en l'honneur de Michael R. Gray.

## Publication originale
- Wishart, 2006 : Trapdoor spiders of the genus Misgolas (Mygalomorphae: Idiopidae) in the Sydney region, Australia, with notes on synonymies attributed to M. rapax. Records of the Australian Museum, vol. 58, no 1, p. 1-18 (texte intégral).